# Walter Jilapa Santander
Walter Jilapa (Juliaca, 11 de junio de 1972) es un poeta y político peruano. Integra la Casa del Poeta Peruano.

## Biografía
Nació en Juliaca, el 11 de junio de 1972, es el sexto hijo de Don Gregorio Gilapa Adco y Doña Mercedes Santander Osmayo. Cursó estudios de Educación en la Especialidad de Lengua y Literatura en la Universidad de Chimbote. Es miembro activo de la Casa del Poeta Peruano. En el año 2013, recibió la “Medalla de Oro de la Cultura” en el Encuentro Internacional de Poesía en la ciudad de Bambamarca, departamento de Cajamarca.
Participó en las Elecciones Municipales y Regionales del 2018, obtuvo el 3.284% de los votos válidos.

## Obras
- Fogata Humana (2015)[4][2]
- Toqoro (2022)[1][5][6][7]